# Notes d'un voyageur
Notes d’un voyageur est une nouvelle de Guy de Maupassant, parue en 1884.

## Historique
Notes d’un voyageur est initialement publiée dans la revue Le Gaulois du 4 février 1884.

## Résumé
Sept heures du matin, le train part. Le narrateur dévisage ses cinq compagnons de voyage : un bossu qui fait semblant de dormir, une grosse dame qui veille sur la moralité du compartiment avec un gros monsieur qui dort et un jeune couple sous une même couverture.
À Marseille, le bossu descend et il monte deux messieurs. Les deux couples sortent les provisions, ce qui incommode fort le narrateur.
À Nice, tout le monde descend. Il visite une exposition où rien n’est fini, veut faire du ballon, mais le mistral oblige à fermer l’attraction, puis le vent déchire la toile, et le ballon retombe.
À Menton, « les oranges murissent et les poitrinaires guérissent » et Monte-Carlo est une petite ville triste pour ceux qui ne jouent pas.
Dans le train qui le ramène à Cannes, un voisin raconte le drame qui est arrivé à un de ses amis. Dans le train qui le ramenait de Paris, son fils de vingt ans passait son temps penché à la fenêtre, « Hé ! Prends garde Mathéo, de te pencher trop, que tu pourrais te faire mal ». Au bout d’un moment, il tire son fils, le corps tombe dans le compartiment sans tête et sans une goutte de sang : il avait été décapité par un tunnel, et le sang s’était écoulé sur la voie.

## Éditions
- Notes d’un voyageur, Maupassant, contes et nouvelles, texte établi et annoté par Louis Forestier, Bibliothèque de la Pléiade, éditions Gallimard, 1974  (ISBN 978 2 07 010805 3).